# Pasado (gramática)
El pasado (abreviado PSD) o pretérito es uno de los posibles valores de tiempo gramatical, concretamente el referido a eventos que, al momento del enunciado (en los pasados absolutos) o en el momento de referencia (en los pasados relativos), ya ha sucedido. Típicamente es una categoría expresada en el verbo léxico o el verbos ddl
Aunque todos los seres humanos distinguen de manera cognitiva; pasado, presente y futuro esas distinciones semánticas, no siempre tienen un reflejo en la gramática. Así no todas las lenguas hacen distinciones gramaticales de pasado en el verbo (el chino mandarín, por ejemplo, no lo hace, por lo que se trata de tiempo pasado se deduce contextualmente). Es decir, existen lenguas sin marcas verbales para indicar tiempo pasado o futuro, usándose un adverbio como "hoy", "mañana" o "después" cuando se quiere señalar explícitamente un instante de tiempo diferente del presente. Además en muchas lenguas, la expresión gramatical del pasado se combina con la del modo y el aspecto.
Además es frecuente en las lenguas del mundo que la categoría gramatical del tiempo verbal aparezca realizada por morfemas o procedimientos cuyo significado no es puramente temporal. Así con frecuencia, en muchas lenguas los morfemas de tiempo, expresan simultáneamente aspecto gramatical e incluso modalidad gramatical. Por esa razón, muchos lingüistas hablan de morfemas tiempo-aspecto-modo.